# Streblocera
Streblocera är ett släkte av steklar som beskrevs av John Obadiah Westwood 1833. Streblocera ingår i familjen bracksteklar.

## Dottertaxa tillStreblocera, i alfabetisk ordning[1][2]
- Streblocera adusta
- Streblocera aethiopica
- Streblocera affinis
- Streblocera aglaia
- Streblocera amplissima
- Streblocera antennata
- Streblocera bredoi
- Streblocera burgeoni
- Streblocera carinata
- Streblocera cerva
- Streblocera chaoi
- Streblocera chiuae
- Streblocera cornigera
- Streblocera cornis
- Streblocera cornuta
- Streblocera curta
- Streblocera curvata
- Streblocera curviclava
- Streblocera dayuensis
- Streblocera debellata
- Streblocera denticulata
- Streblocera dentiscapa
- Streblocera destituta
- Streblocera distincta
- Streblocera ekphora
- Streblocera emarginata
- Streblocera emeiensis
- Streblocera flava
- Streblocera flaviceps
- Streblocera fulviceps
- Streblocera galinae
- Streblocera garleppi
- Streblocera gibba
- Streblocera gigantea
- Streblocera guangxiensis
- Streblocera hefengensis
- Streblocera hei
- Streblocera helvenaca
- Streblocera hikoensis
- Streblocera himalayica
- Streblocera hsiufui
- Streblocera immensa
- Streblocera insperata
- Streblocera janus
- Streblocera jezoensis
- Streblocera kenchingi
- Streblocera lalashanensis
- Streblocera latibrocha
- Streblocera latiscapa
- Streblocera levis
- Streblocera liboensis
- Streblocera lienhuachihensis
- Streblocera linearata
- Streblocera lini
- Streblocera longiscapha
- Streblocera macroscapa
- Streblocera major
- Streblocera meifengensis
- Streblocera moholeei
- Streblocera monocera
- Streblocera monticola
- Streblocera nantouensis
- Streblocera nigra
- Streblocera nigrithoracica
- Streblocera nocturnalis
- Streblocera obtusa
- Streblocera octava
- Streblocera okadai
- Streblocera olivera
- Streblocera opima
- Streblocera panda
- Streblocera parva
- Streblocera pila
- Streblocera piliscapa
- Streblocera planicornis
- Streblocera planispina
- Streblocera primotina
- Streblocera quinaria
- Streblocera rhinoceros
- Streblocera romanica
- Streblocera serrata
- Streblocera shaowuensis
- Streblocera sichuanensis
- Streblocera silvicola
- Streblocera spasskensis
- Streblocera spiniscapa
- Streblocera sungkangensis
- Streblocera tachulaniana
- Streblocera taiwanensis
- Streblocera tayulingensis
- Streblocera thayi
- Streblocera triquetra
- Streblocera tsuifengensis
- Streblocera tungpuensis
- Streblocera ussurica
- Streblocera villosa
- Streblocera xanthocarpa
- Streblocera xianensis